# Parhadrestia atava
Parhadrestia atava är en tvåvingeart som beskrevs av James 1975. Parhadrestia atava ingår i släktet Parhadrestia och familjen vapenflugor. Inga underarter finns listade i Catalogue of Life.